# Soup for One (colonna sonora)
Soup for One rappresenta la colonna sonora del film Soup for One. Composta da Bernard Edwards e Nile Rodgers della band statunitense Chic e interpretata da vari artisti, è stata pubblicata nel 1982 dalla Warner Bros. Records.
Oltre che alle canzoni I Want Your Love dall'album C'est Chic degli Chic, Let's Go On Vacation da Love Somebody Today delle Sister Sledge e Jump, Jump da KooKoo di Deborah Harry, l'album contiene cinque canzoni inedite scritte per il film da Bernard Edwards e Nile Rodgers.

## Tracce
Tutte le tracce, dove non specificato, sono state scritte da Bernard Edwards e Nile Rodgers.

### Lato A
1. Chic – Soup For One – 5:35
2. Carly Simon – Why – 4:06
3. Teddy Pendergrass – Dream Girl – 4:10
4. Fonzi Thornton – I Work For A Livin' – 3:31

### Lato B
1. Chic – I Want Your Love – 6:58
2. Sister Sledge – Let's Go On Vacation – 5:09
3. Chic – Tavern On The Green – 2:15
4. Deborah Harry – Jump, Jump – 4:04 (Harry, Stain)